# 田川市立小中一貫校猪位金学園
田川市立小中一貫校猪位金学園（たがわしりつしょうちゅういっかんこう いいかねがくえん）は、福岡県田川市位登（いとう）にある市立の小中一貫校。

## 概要
歴史
小学校は1876年（明治9年）に創立した小学校2校（糸・猪膝）が1890年（明治23年）に統合されて開校。中学校は1947年（昭和22年）の学制改革により創立。2014年（平成26年）に小・中学校を統合の上、小中一貫校となった。なお、校舎・校地は中学校に統合された。
校章（学園章）
2014年（平成26年）、小中一貫校の開校に伴い、新しく制定された。ガーベラの花弁を背景にして、中央に校名の頭文字である「猪」の文字を配している。
校歌（学園歌）
2014年（平成26年）、小中一貫校の開校に伴い、新しく制定された。作詞・作曲ともに樋口太陽による。歌詞は2番まであり、2番の歌詞中に校名の「猪位金学園」が登場する。また、従来の小学校および中学校の校歌は第二校歌として歌い継がれている。
通学区域
住所表記で、田川市のうち「猪位金1～7区、長尾、位登団地、清美町、平和団地」が続く地域。

## 沿革
小学校
- 1876年（明治9年）
  - 1月 - 上糸村の毛利正貫宅で「糸小学校」が創立。学区を上糸村と下糸村の2村とする。
  - 6月 - 猪膝村と金国村が協議の上、猪膝村の籾倉跡に「猪膝小学校」（いのひざ）が創立。
- 1877年（明治10年）10月 - 猪膝村・金国村・池尻村が学校組合を設立し、上糸村馬ヶ鼻に糸小学校を設置。
- 1886年（明治19年）- 小学校令が施行される。
  - 尋常科を設置の上、「尋常糸小学校」に改称。
  - 簡易科を設置の上、「簡易猪膝小学校」に改称。
- 1889年（明治22年）4月1日 - 町村制の施行により、田川郡2村（猪国、位登）が合併の上、「猪位金村」が発足。
- 1890年（明治23年）2月 - 池尻村との学校組合を解散。尋常糸小学校と簡易猪膝小学校を統合の上、「尋常猪位金小学校」と改称。猪国（三区）久保田2515番地に校舎を移転。
- 1892年（明治25年）4月 - 「猪位金尋常小学校」（4年制）に改称。
- 1895年（明治28年）11月 - 学校長が配属される。初代校長は石井信太郎。
- 1896年（明治29年）10月 - 校舎が狭くなったため、従来の村役場を分教場とする。
- 1900年（明治33年）6月 - 校医の嘱託が始まる。
- 1901年（明治34年）
  - 1月 - 猪国字古園2551番外に校舎を新築し、移転を完了。小学校跡地には同年4月に村役場が移転した。
  - 4月 - 子守学級を設置。
- 1903年（明治36年）
  - 3月 - 子守学級を廃止。
  - 10月 - 伊田原で田川郡小学校連合運動会が開催される。
- 1906年（明治39年）
  - 3月 - 校地を拡張。
  - 4月 - 補習科を設置。
- 1908年（明治41年）4月 - 改正小学校令により、尋常科（義務教育）が4年制から6年制に改められる。尋常科5年を新設。
- 1909年（明治42年）
  - 3月 - 補習科を廃止。
  - 4月 - 尋常科6年を新設。木造校舎2棟を増築。
- 1911年（明治44年）- 校地を拡張。
- 1912年（明治45年）
  - 3月 - 木造校舎1棟を新築。
  - 4月 - 高等科（2年制）を併置の上、「猪位金尋常高等小学校」（尋常科6年・高等科2年）に改称。
- 1914年（大正3年）1月 - 校地拡張により、運動場を造成。
- 1917年（大正6年）7月 - 村立図書館が併置される。
- 1924年（大正13年）7月 - 村立実業補習学校が併置される。これに伴い、校舎が増築される。
- 1925年（大正14年）
  - 4月 - 猪位金家政女学校が併置される。
  - 6月 - 運動場を拡張。
- 1926年（大正15年）7月 - 青年訓練所が併置される。
- 1927年（昭和2年）- 運動場を拡張。
- 1935年（昭和10年）10月 - 併置の実業補習学校と青年訓練所が統合の上、村立青年学校となる。
- 1940年（昭和15年）11月 - 二宮金次郎石像が寄贈される。
- 1941年（昭和16年）4月1日 - 国民学校令施行により、「猪位金村国民学校」に改称。尋常科を初等科に改める。
- 1947年（昭和22年）4月1日 - 学制改革が行われる（六・三制の実施）。
  - 国民学校の初等科が、新制小学校「猪位金村立猪位金小学校」（6年制）に改組・改称。
  - 国民学校の高等科は青年学校普通科とともに、新制中学校「猪位金村立猪位金中学校」に改組され、小学校に併置される。
- 1949年（昭和24年）1月 - 中学校校舎が位登に完成したことにより、中学校との併設を解消。
- 1951年（昭和26年）
  - 1月 - 火災により、新校舎などを焼失。1・3・5区公民館や役場議事堂を使用し、分散授業を実施。
  - 11月 - 木造2階建て瓦葺き校舎2棟（12教室）を再建。
- 1954年（昭和29年）
  - 5月 - 老朽校舎を解体の上、本館・第二棟を新築。
  - 7月 - 運動場を新築。
- 1955年（昭和30年）1月1日 - 猪位金村（猪国の一部を除く）が田川市に編入されたことにより、「田川市立猪位金小学校」に改称。
- 1956年（昭和31年）5月 - 講堂校舎を解体の上、新校舎が完成。
- 1958年（昭和33年）- 牛乳給食を開始。
- 1959年（昭和34年）4月 - 講堂・図書館・管理室が完成。
- 1963年（昭和38年）2月 - 完全給食を開始。
- 1964年（昭和39年）1月 - 校門を新設。
- 1965年（昭和40年）9月 - プールが完成。
- 1976年（昭和51年） - 創立100周年記念式典を挙行。
- 1983年（昭和58年）9月 - 鉄筋コンクリート造2階建て新校舎が完成[1]。
- 1988年（昭和63年）3月 - 体育館が完成[1]。
- 2011年（平成23年）10月 - 小中一貫校開校が決定。
- 2014年（平成26年）3月31日 - 小中一貫校開校により、校舎は中学校校舎に統合される。
  - 最終所在地 - 〒826-0045　福岡県田川市猪国2559番地
  - 校訓 - 「克己・忠恕・誠実」（明治末期）→ 「克忠克孝・忠実勤倹・質実剛健」（大正末期）→「誠実・勤倹・親切・規律」（昭和戦前戦中）→ 「勤勉・努力・共同・自治」（最終）
  - 校章 - 桜の花弁を背景にして、中央に校名の頭文字である「猪」の文字を置いている。
  - 校歌 - 歌詞は3番まであり、1番の歌詞中に校名の「猪位金校」が登場する。
  - 跡地の活用 - 2015年（平成27年）4月に「いいかねPalette（パレット）」がオープンした[2]。

中学校
- 1947年（昭和22年）4月1日 - 学制改革により、国民学校高等科と青年学校普通科が統合の上、新制中学校「猪位金村立猪位金中学校」が発足。当初、小学校に併設。
- 1949年（昭和24年）1月 - 中学校校舎（木造平屋建て3棟）が位登に完成したことにより、小学校との併設を解消。
- 1953年（昭和28年）3月 - 木造平屋建て校舎を増築。運動場を拡張。
- 1955年（昭和30年）1月1日 - 猪位金村（猪国の一部を除く）が田川市に編入されたことにより、「田川市立猪位金中学校」に改称。
- 1963年（昭和38年）8月 - 鉄筋コンクリート造新校舎が完成。
- 1968年（昭和43年）3月 - 体育館が完成。
- 1972年（昭和47年）3月 - 運動場を拡張。
- 1984年（昭和59年）- 特別教室棟が完成。
- 2000年（平成12年）- 新体育館が完成。
- 2011年（平成23年）10月 - 小中一貫校開校が決定。
- 2013年（平成25年）- 小中一貫校開校に向け、多目的ホール・新給食室が完成。
  - 校歌 - 歌詞は3番まであり、各番の歌詞中に校名の「猪位金」が登場。

小中一貫校
- 2014年（平成26年）
  - 4月1日 - 田川市立猪位金小学校と田川市立猪位金中学校を統合し「田川市立小中一貫校猪位金学園」（現校名）と改称。校舎・校地は中学校に統合。
  - 4月5日 - 開校式を挙行。

## 交通
最寄りの鉄道駅
- JR九州 日田彦山線 「池尻駅」

最寄りの幹線道路
- 国道322号「猪位金中学校入口」交差点

## 周辺
- いいかねPalette（いいかねパレット、旧・田川市立猪位金小学校跡地）
- 猪位金郵便局
- 猪位金川
- 鷲池

## 参考資料
- 「回顧百年 猪位金小学校」（猪位金小学校百周年誌編集委員会、1976年（昭和51年）10月3日発行）
- 「猪位金学園」開校 (PDF)  （広報おおかわ 2014年（平成26年）5月1日 1382号）- 田川市ウェブサイト